# 李雅景
李雅景（1949年7月23日—），臺灣政治人物，嘉義縣黃派掌門人，曾任職嘉義縣議員、臺灣省議員、嘉義縣第十二、十三屆縣長，第五屆立法委員，為目前嘉義縣最後一位中國國民黨籍縣長。

## 新聞事件
- 2000年11月14日，監察院再針對八掌溪事件，補通過對嘉義縣長李雅景的彈劾案，提案監委趙昌平說，李雅景身為嘉義縣長，卻因為在八掌溪事件發生後第二天才知道消息，被認為未負起地方首長的責任，移送監察院調查和彈劾[1]。

- 2001年4月，去年發生八掌溪事件，公懲會20日作出第二波的懲處案議決，對嘉義縣長李雅景，予以申誡處分[2]。公懲會表示，李雅景身為嘉義縣的地方首長，日常應對消防局業務加以督導，卻發生八掌溪4名工人被洪水沖走，公懲會以督導不周為由，違反公務員第5、7條，作出申誡處分[2]。

- 2004年4月，檢察官宋宗儀在偵辦鹿草農會賄選案時，涉嫌收取總幹事王茂雄1,400萬元賄款，總共分2次交付，檢方調查發現，其中一筆1,000萬元賄款是由王茂雄在86年4月間委託郭茂發轉交宋宗儀，而王茂雄交付千萬現金的地點，竟然是在當時擔任縣長的李雅景公館[3]。